# Volkan Babacan
Volkan Babacan (Antalya, 11 de agosto de 1988) es un futbolista turco que juega en la demarcación de portero para el Estambul Başakşehir F. K. de la Superliga de Turquía.

## Selección nacional
Debutó con la selección de fútbol de Turquía el 13 de octubre de 2014 en un partido de clasificación para la Eurocopa 2016 contra Letonia que finalizó con un resultado de empate a uno tras los goles de Bilal Kısa por parte de Turquía, y de Valerijs Šabala por parte de Letonia. Además disputó el partido inaugural de Turquía en la Eurocopa 2016.

## Clubes
| Club                      | País    | Año       | Partidos | Goles |
| ------------------------- | ------- | --------- | -------- | ----- |
| İstanbulspor A. Ş.        | Turquía | 2006-2007 | 11       | 0     |
| Fenerbahçe S. K.          | Turquía | 2007-2010 | 27       | 0     |
| Kayserispor               | Turquía | 2010-2012 | 4        | 0     |
| Manisaspor                | Turquía | 2012-2014 | 76       | 0     |
| Estambul Başakşehir F. K. | Turquía | 2014-     | 270      | 0     |

## Palmarés

### Campeonatos nacionales
| Título               | Club                      | País    | Año  |
| -------------------- | ------------------------- | ------- | ---- |
| Supercopa de Turquía | Fenerbahçe S. K.          | Turquía | 2007 |
| Supercopa de Turquía | Fenerbahçe S. K.          | Turquía | 2009 |
| Superliga de Turquía | Estambul Başakşehir F. K. | Turquía | 2020 |